# Topsentia
Topsentia is een geslacht van sponsdieren uit de klasse van de Demospongiae (gewone sponzen).

## Soorten
- Topsentia aqabaensis Ilan, Gugel & van Soest, 2004
- Topsentia arcotti (Ali, 1956)
- Topsentia bahamensis Diaz, van Soest & Pomponi, 1993
- Topsentia bubaroides (Lévi & Lévi, 1983)
- Topsentia calabrisellae Bertolino, Bo, Canese, Bavestrello & Pansini, 2015
- Topsentia compacta (Sarà, 1978)
- Topsentia disparilis (Lambe, 1893)
- Topsentia distincta (de Laubenfels, 1957)
- Topsentia dura (Lindgren, 1897)
- Topsentia fernaldi (Sim & Bakus, 1986)
- Topsentia fibrosa (Fristedt, 1887)
- Topsentia garciae Bibiloni, 1993
- Topsentia glabra (Topsent, 1898)
- Topsentia halichondrioides (Dendy, 1905)
- Topsentia hispida (de Laubenfels, 1954)
- Topsentia indica Hentschel, 1912
- Topsentia kushimotoensis (Hoshino, 1977)
- Topsentia lacazei (Schmidt, 1868)
- Topsentia megalorrhapis (Carter, 1881)
- Topsentia mollis (de Laubenfels, 1954)
- Topsentia myxa (de Laubenfels, 1951)
- Topsentia novaezealandiae (Dendy, 1924)
- Topsentia ophiraphidites (de Laubenfels, 1934)
- Topsentia oxyspicula (Dickinson, 1945)
- Topsentia pachastrelloides (Topsent, 1892)
- Topsentia plurisclera Pulitzer-Finali, 1996
- Topsentia profunditatis (Schmidt, 1870)
- Topsentia pseudoporrecta Diaz, van Soest & Pomponi, 1993
- Topsentia ridleyi (Hooper, Cook, Hobbs & Kennedy, 1997), dezelfde soort als Halichondria ridleyi
- Topsentia rugosa (Ridley & Dendy, 1886)
- Topsentia salomonensis (Dendy, 1922)
- Topsentia solida (Ridley & Dendy, 1886)
- Topsentia stellettoides (Lévi, 1961)
- Topsentia topsenti (Lévi & Vacelet, 1958)
- Topsentia vaceleti Kefalas & Castritsi-Catharios, 2012

Niet geaccepteerde soort:
- Topsentia maculosa -> Amorphinopsis maculosa